# 3-я Македонская ударная бригада

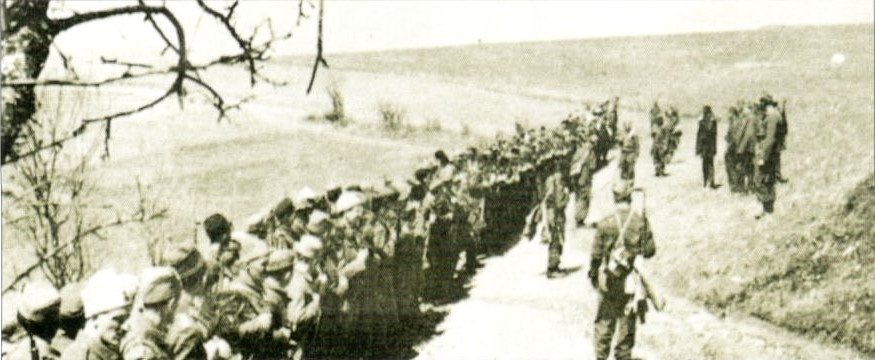
3-я Македонская ударная бригада на марше

3-я Македонская ударная бригада (сербохорв. Трећа македонска ударна бригада / Treča makedonska udarna brigada, макед. Трета македонска ударна бригада) — воинское формирование Народно-освободительной армии Югославии, участвовавшее в Народно-освободительной войне на территории Вардарской Македонии.

## История

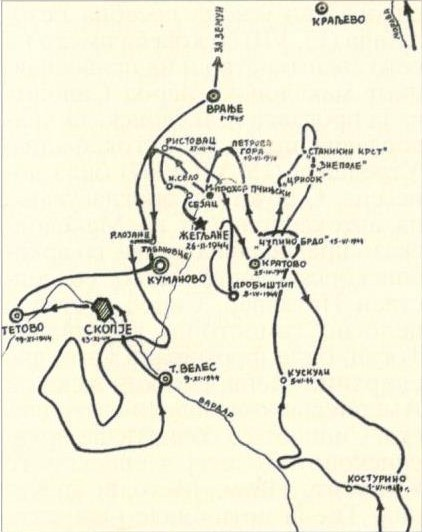
Боевой путь 3-й Македонской ударной бригады

Образована 26 февраля 1944 в селе Жегляне. В состав вошли три батальона имени Стефана Наумова, Орце Николова и Християна Тодоровски. Приняла боевое крещение 29 февраля в боях с чётниками близ села Сеяце, продолжив с ними сражение в Новом-Селе 3 марта. Участвовала в сражениях за деревни Биляча, Бущране, Свинище и Ристовац.
Весной вместе с другими частями НОАЮ участвовала в боях при Кратово, Побиене-Камене, Црнооке, Станикине-Крсте, Знеполе, Лисце, Косматце, Голаке, Костурино, Кушкулии, на горе Круше и в других населённых пунктах. Части 3-й и 2-й Македонских ударных бригад составили вместе 4-ю Македонскую ударную бригаду 24 июня 1944. Гимном 3-й бригады являлась песня Панче Пешева «Ко челик сме ние».
Бригада действовала на линии Куманово-Крива Паланка, вступая с болгарскими частями в бои при Страцине, Младо-Нагоричане, Клечевце. Части бригады охраняли македонских делегатов на Первом съезде Антифашистского собрания по народному освобождению Македонии, который состоялся 2 августа 1944 года. В ночь с 9 на 10 августа бригада сумела разгромить болгарский полицейский отряд из 120 человек, а затем при поддержке Кумановского отряда атаковала Ристовац.
7 сентября 1944 3-я бригада вместе с 8-й и 12-й бригадами в составе 42-й Македонской дивизии, которая участвовала в освобождении Велеса, Скопье и Тетово. Части дивизии, включая 3-ю бригаду, участвовали в боях на Сремском фронте в январе 1945 года, сражаясь под Илинцами, Товарником, Стриживойно, Врполе, Славонской Пожегой.

## Выдающиеся военнослужащие

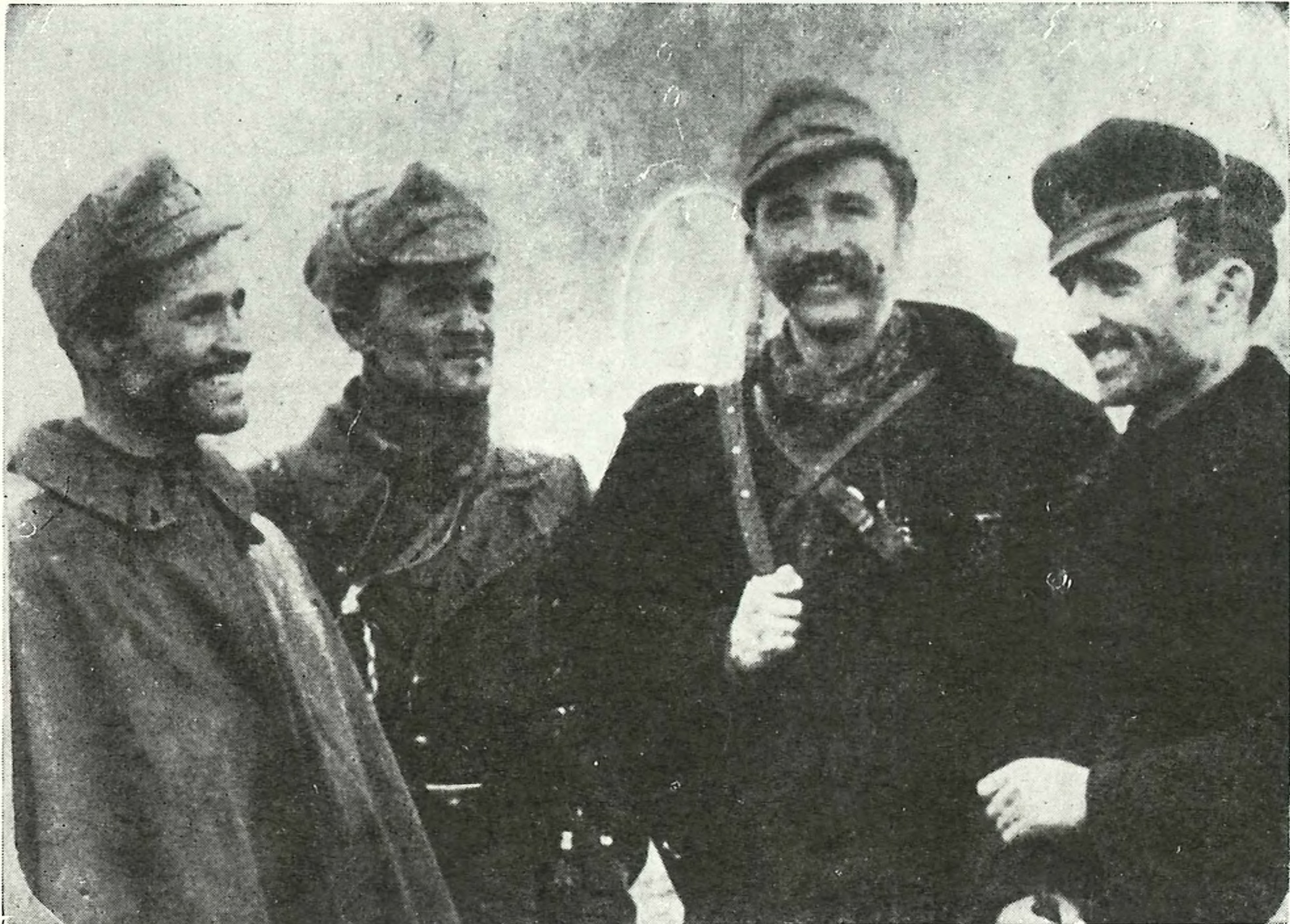
Штаб бригады

- Тихомир Милошевский, командир (26 февраля — 6 августа 1944)
- Коста Яшмаков, командир (6 августа — сентябрь 1944); начальник штаба (21 июня — 6 августа 1944)
- Йордан Цеков (сентябрь 1944 — март 1945); заместитель командира (с 6 августа 1944)
- Коста Болянович, командир (с марта 1945)
- Наум Веслиевский, заместитель командира (26 февраля — 6 августа 1944); политрук (март — 6 июня 1944)
- Васко Карангелевский, заместитель командира (с 21 июня 1944)
- Миле Филиповский, заместитель командира (с марта 1945)
- Иван Дойчинов, заместитель командира
- Димче Беловский, политрук (26 февраля — 6 августа 1944)
- Борис Чушкаров, политрук (с 21 июня 1944)
- Петар «Минче» Баламбуров, политрук (до марта 1945)
- Милорад Дренянин, политрук (с марта 1945)
- Кирил Михайловский, политрук
- Златко Биляновский, заместитель политрука (с 26 февраля 1944)
- Лиляна «Савелич» Манева, заместитель политрука (до 6 августа 1944)
- Эстрея Овадия, заместитель политрука роты
- Стерьо Кранго, начальник штаба
- Борис Милевский, начальник штаба (с 26 февраля по 6 августа 1944)
- Ангел Мойсовский, командир батальона
- Благой «Старка» Арсовский, начальник штаба (6 августа 1944 — март 1945)
- Трайко Костовский, начальник штаба (с марта 1945)
- Трайко Стойковский, командир батальона
- Антоние Филиповский, командир второго батальона
- Перо Ивановский
- Даме Крапчев
- Светислав Ристич
- Лазе Гащовский
- Панде Илиевский
- Исаак Сион
- Мордо Нахмияс
- Фана Кочовская
- Хамди Демир
- Трайко Граматиков (с 6 августа 1944)
- Ст. Марковски